# Dolmen de Vacheresse
Le dolmen de Vacheresse, appelé aussi dolmen du moulin de Vacheresse, est un chaos naturel situé au Mazet-Saint-Voy, dans le département de la Haute-Loire, en France. 

## Protection
Le site est inscrit au titre des monuments historiques depuis 1963.

## Caractéristiques
Il est situé au lieu-dit "Cros du Riou", à 500 m. du Moulin de Vacheresse, sur la rive gauche du ruisseau de la Chèze (autrement appelé Le Riou, ou ruisseau de la Ligne) qui se jette dans le Lignon à Joubert. Il s'agit en réalité d'un chaos naturel qui a été qualifié à tort de dolmen par Roger de Bayle des Hermens et classé comme tel. Aucune fouille du site n'a été effectuée au motif que le hêtre poussé à proximité a envahi de ses racines toute la partie située sous « la table » rendant impossible toute exploration.